# Ozubený řemen

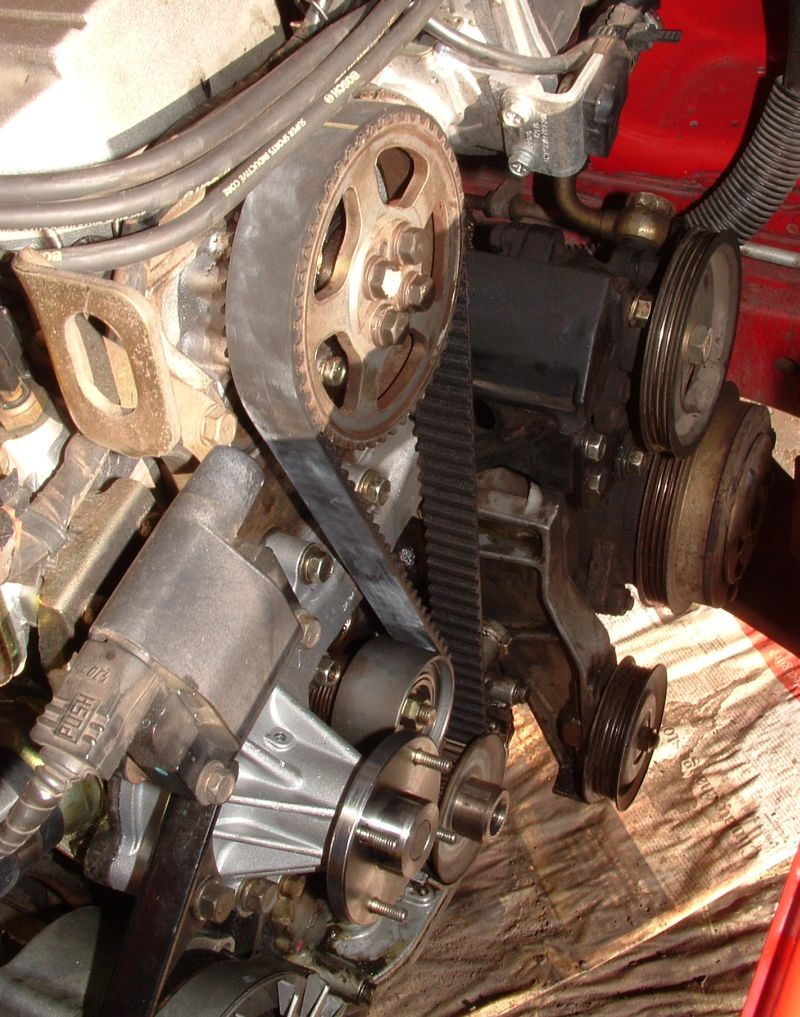
Rozvodový řemen automobilového motoru

Ozubený řemen je hnací řemen se zuby na vnitřním obvodu, které zabírají do řemenic. Přesný převod (bez prokluzu) pracuje s malým předpětím. Tažná síla se přenáší na ocelová nebo kevlarová lanka v jeho kordu. To umožňuje přenos vysokých výkonů.

## Použití
Ozubené řemeny jsou využívány pro širokou škálu pohonů, např. rozvodový řemen v automobilovém průmyslu, dále pro seřizování, polohování a transport. K transportní účelům se vyrábí speciální řemeny s venkovním profilem, unášeči. Další variantou jsou nespojené ozubené řemeny, jejichž konce jsou upevněny k jiným částem zařízení. Používají se k manipulaci s výrobky v automatické výrobě, pohybu souřadnicových stolů obráběcích center, pro průmyslové výtahy apod. Na obrázku je rozvodový řemen čtyřdobého motoru. Spojuje pastorek na klikovém hřídeli (dole) a vačkový hřídel v hlavě motoru (nahoře) s převodem 1:2. Těsně nad vývodem klikové hřídele je napínací kladka.

## Materiál
Ozubené řemeny jsou vyráběny z termostálého polyuretanu, polyamidu, neoprénu aj. U silně namáhaných řemenů je třeba vyztužení. Podobně, jako při výrobě pneumatik, se používá kord, většinou ocelový nebo kevlarový. Pro speciální účely se vyrábí řemeny s nerezovými kordy, nebo řemeny se skelným vláknem. Pro nižší hlučnost, menší koeficient tření a větší ochranu polyuretanové části lze na řemeny nanést nylonový povlak.

## Výhody
- dobré mechanické vlastnosti
- konstantní míra stability
- nízká hlučnost provozu
- vysoká odolnost vůči oděru
- extrémně nízké náklady na údržbu
- vysoká pružnost
- umožňuje velmi vysoké obvodové rychlosti
- přesný převod